# Julien Mathurin Hunault
Julien Mathurin Hunault est un prêtre catholique et homme politique français né le 30 mars 1745 à Rennes et mort le 30 décembre 1816 à Rennes.

## Biographie
Fils de Julien Hunault et de Renée Paillard, il entre dans les ordres et est nommé, le 5 septembre 1786, recteur de Billé, avec le titre de doyen de Fougères. La cure de Billé est alors une des plus importantes du diocèse.
Élu le 23 avril 1789, par la sénéchaussée de Rennes, député du clergé aux État généraux, il se fait peu remarquer à l'Assemblée, où il reste d'ailleurs peu de temps, donnant sa démission au mois d'août pour revenir dans sa paroisse, et, ayant refusé, dix-huit mois plus tard, le serment civique, est déporté en Espagne.
Il se fixe à Ciudad Rodrigo, ville épiscopale de la province de León ; puis revient en France sous le Consulat, est maintenu recteur de Billé au moment du Concordat, et devient en 1804 curé de la paroisse de Saint-Aubin, à Rennes, et en 1808, curé de Notre-Dame, dans la même ville.

## Sources
(octobre 2023).
- Dictionnaire des parlementaires français de 1789 à 1889 (Adolphe Robert et Gaston Cougny)